# Lin Na
Lin Na (林娜S, Lín NàP; 18 gennaio 1980) è una mezzofondista cinese.

## Biografia
Detiene il record mondiale per quanto riguarda la staffetta su strada, stabilito il 28 febbraio 1998 a Pechino, Cina, il tempo fu di 2h11'41". Nell'occasione i componenti della squadra furono Jiang Bo, Dong Yanmei, Zhao Fengting, Lan Lixin e Ma Zaijie.